# Frane Kojić
Frane Tomislav Kojić (8 januari 1992) is een Kroatische professioneel tafeltennisser. Hij speelt rechtshandig met de shakehandgreep.
Hij nam namens zijn land deel aan de Olympische Zomerspelen 2020 maar won geen medailles.

## Belangrijkste resultaten
- Brons met het team op de Europese kampioenschappen tafeltennis 2014.